# Jorge Aguilar
Jorge Roberto Aguilar Mondaca sinh ngày 8 tháng 1 năm 1985 là 1 vận động viên tennis chuyên nghiệp người Chile. Năm 2001, anh vô địch giải U16 world championship với người bạn Guillermo Hormazábal và Carlos Rios.
Năm 2010, anh đạt được vị trí cao nhất trong bảng xếp hạng ATP là 167.

## ATP Challenger & ITF Futures

### Danh hiệu đơn nam (13)
| Hệ thống                |
| ATP Challenger Series   |
| ITA Futures Series (13) |

| Số  | Thời gian  | Giải đấu                | Mặt sân | Đối thủ trong trận chung kết | Tỉ số trận chung kết |
| 1.  | 21.08.2006 | Mexico F13, Mexico      | Đất nện | Daniel Garza                 | 7-6(4), 6-1          |
| 2.  | 06.11.2006 | Chile F3, Chile         | Đất nện | Iván Miranda                 | 6-1, 6-4             |
| 3.  | 15.10.2007 | Chile F1, Chile         | Đất nện | Damian Patriarca             | 6-3, 3-6, 7-6(8)     |
| 4.  | 19.11.2007 | Chile F6, Chile         | Đất nện | Leandro Migani               | 6-1, 3-6, 7-5        |
| 5.  | 06.10.2008 | Chile F1, Chile         | Đất nện | Federico Sansonetti          | 6-2, 6-1             |
| 6.  | 13.10.2008 | Chile F2, Chile         | Đất nện | Federico Sansonetti          | 6-2, 6-2             |
| 7.  | 03.11.2008 | Peru F4, Peru           | Đất nện | Gabriel Moraru               | 4-6, 7-5, 7-6(4)     |
| 8.  | 25.05.2009 | Argentina F7, Argentina | Đất nện | Federico del Bonis           | 6-3, 6-4             |
| 9.  | 24.08.2009 | Brazil F16, Brazil      | Đất nện | Andre Miele                  | 3-6, 6-3, 7-6(2)     |
| 10. | 31.08.2009 | Brazil F17, Brazil      | Đất nện | Tiago Lopes                  | 6-1, 6-2             |
| 11. | 05.10.2009 | Chile F1, Chile         | Đất nện | Guillermo Rivera Aranguiz    | 7-6(9), 6-2          |
| 12. | 26.10.2009 | Chile F4, Chile         | Đất nện | Cristóbal Saavedra Corvalán  | 6-7(10), 6-3, 6-3    |
| 13. | 02.11.2009 | Chile F5, Chile         | Đất nện | Iván Miranda                 | 6-4, 7-5             |

### Á quân (8)
| Số | Thời gian  | Giải đấu                    | Mặt sân | Đối thủ trong trận chung kết | Tỉ số trận chung kết |
| 1. | 13.01.2003 | El Salvador F2, El Salvador | Đất nện | Alejandro Falla              | 4-6, 4-6             |
| 2. | 28.06.2004 | U.S.A. F17, USA             | Đất nện | Michael Russell              | 3-6, 0-6             |
| 3. | 04.04.2005 | Chile F1, Chile             | Đất nện | Juan Martín del Potro        | 4-6, 6-7(6)          |
| 4. | 20.06.2005 | Romania F8, Romania         | Đất nện | Victor Crivoi                | 1-6, 2-6             |
| 5. | 20.06.2005 | Romania F13, Romania        | Đất nện | Cesar Ferrer-Victoria        | 4-6, 6-3, 3-6        |
| 6. | 08.05.2006 | Colombia F4, Colombia       | Đất nện | Pablo Gonzalez               | 4-6, 6-3, 5-7        |
| 7. | 27.10.2008 | Chile F4, Chile             | Đất nện | Julio Peralta                | 4-6, 2-6             |
| 8. | 16.11.2009 | Lima, Peru                  | Đất nện | Eduardo Schwank              | 5-7, 4-6             |

## Liên kết khác
- Jorge Aguilar ATP Profile